# Francis Otto Matthiessen
Francis Otto Matthiessen (Pasadena (Califòrnia), 19 de febrer del 1902 - Boston, 1 d'abril del 1950) va ser un educador, acadèmic i crític literari estatunidenc influent en els camps de la literatura americana i dels estudis americans. La seva obra més coneguda, American Renaissance: Art and Expression in the Age of Emerson and Whitman, va analitzar els èxits de diversos autors americans del segle xix i va tenir un profund impacte en tota una generació d'estudiosos. Matthiessen va ser conegut pel seu suport a causes liberals i polítiques progressistes. Les seves contribucions a la Universitat Harvard han estat commemorades de diverses maneres, incloent-hi un professorat visitant recentment dotat.

## Els anys de formació
Matthiessen va néixer a Pasadena, Califòrnia, el 19 de febrer de 1902. Va ser el quart dels quatre fills de Frederick William Matthiessen (1868-1948) i Lucy Orne Pratt (1866). Entre els tres germans grans de la família hi havia Frederick William (1894), George Dwight (1897) i Lucy Orne (1898).
A Pasadena fou estudiant a l'Escola Politècnica Superior. Després de la separació dels seus pares, es va traslladar amb sa mare a casa dels seus avis paterns a La Salle, Illinois. El seu avi, Frederick William Matthiessen, havia estat un líder industrial en la producció de zinc i un fabricant reeixit de rellotges i màquines. També va ser alcalde de La Salle durant deu anys. El net va acabar l'educació secundària a Hackley School, a Tarrytown, Nova York.
El 1923, Matthiessen es va graduar a la Universitat Yale, on va ser director gerent de Yale Daily News, editor de la revista Yale Literary Magazine i membre de Skull and Bones. Com a guanyador del premi Deforest de la universitat, va titular la seva intervenció, "Servidors del diable", en la qual declarava l'administració de Yale com una "autocràcia, governada per una corporació fora de contacte amb la vida universitària i aliada amb les grans empreses". En el seu últim curs com a graduat de Yale, va rebre el premi Alpheus Henry Snow, adjudicat a l'expert "que, a través de la combinació d'èxit intel·lectual, de caràcter i de personalitat, serà valorat per la facultat en el sentit que hagi fet el màxim per a Yale, inspirant en els companys de classe una admiració i un amor per les millors tradicions de l'alta investigació".
Va estudiar a la Universitat d'Oxford el 1925. Va completar el doctorat a la Universitat Harvard, el 1926. Llicenciat el 1927. Després va tornar a Yale per impartir classes durant dos anys, abans de començar una carrera docent a Harvard.

## Els treballs d'investigació i crítica
Matthiessen va ser estudiós i crític literari a la Universitat Harvard, i allà va presidir el programa de pregrau en història i literatura. Va escriure i va editar importants treballs de recerca sobre TS Eliot, Ralph Waldo Emerson, la família James (Alice James, Henry James, Henry James Sr. i William James), Sarah Orne Jewett, Sinclair Lewis, Herman Melville, Henry David Thoreau, i Walt Whitman. El seu llibre més conegut, American Renaissance: Art and Expression in the Age of Emerson i Whitman (1941), parla de la floració de la cultura literària a mitjan segle xix, amb Emerson, Thoreau, Melville, Whitman i Nathaniel Hawthorne. El seu àmbit de recerca va ser el període comprès entre els anys 1850 i 1855, en què tots aquests escriptors publicaren les seves obres mestres: Moby-Dick de Melville, diverses edicions de Leaves of Grass de Whitman, The Scarlet Letter i de The House of the Seven Gables de Hawthorne i el Walden de Thoreau. A aquesta època de mitjan segle xix de la literatura nord-americana se'l sol anomenat "el Renaixement americà", a causa de la influència d'aquest treball sobre la història i la crítica literàries posteriors. El 2003, el New York Times va dir que el llibre "pràcticament va crear el camp d'estudi de la literatura nord-americana". Originalment, Matthiessen planejava incloure-hi Edgar Allan Poe, però va descobrir que Poe no encaixava en l'esquema. Va escriure el capítol sobre Poe per a la Literary History of the United States (LHUS, 1948). El 1950 va publicar una antologia de la poesia nord-americana. de gran importància, que va contribuir significativament a la propagació de la poesia modernista nord-americana als anys cinquanta i seixanta.

Matthiessen va ser un dels primers estudiosos associats al seminari global de Salzburg. El juliol del 1947, va pronunciar la conferència inaugural, afirmant:  
La nostra era no ha escapat de la consciència de la història. Gran part d'aquesta història ha estat dura i plena de patiment. Però ara tenim el luxe d'una consciència històrica d'altra, d'una ocasió no d'ansietat sinó de promesa. Podem parlar sense exagerar aquesta ocasió com a històrica, ja que hem vingut aquí per promulgar de nou la funció principal de la cultura i de l'humanisme, per tornar a posar l'home en comunicació amb l'home.
Juntament amb John Crowe Ransom i Lionel Trilling, el 1948, Matthiessen va ser un dels fundadors de la Kenyon School of English.

## Activitat política
Les idees polítiques de Matthiessen eren socialistes i d'esquerres. Donà una herència que va rebre a finals dels anys quaranta al seu amic, l'economista marxista Paul Sweezy. Sweezy va utilitzar els diners per fundar la revista Monthly Review. Al campus de Harvard, Matthiessen va ser tothora un partidari visible i actiu de les causes progressistes. El maig de 1940 va ser elegit president de la Harvard Teachers Union, una filial de la American Federation of Labor. Va secundar el nomenament del candidat a la presidència pel Partit Progressista, Henry Wallace, a la convenció del partit a Filadèlfia el 1948.

## Vida personal
Matthiessen era conegut pels seus amics com "Matty". Com a homosexual, durant els anys trenta i quaranta, va triar romandre en l'armari al llarg de la seva carrera professional, però no en la seva vida personal. El 2009, una declaració de la Universitat Harvard va dir que Matthiessen "es distingeix com un exemple inusual d'home gai que va viure la seva sexualitat com un secret obert a mitjan segle XX". Va tenir una llarga relació romàntica de dues dècades amb el pintor Russell Cheney, vint anys més gran que ell. Igual que la família de Matthiessen, Cheney era d'una família rica gràcies als negocis, que es comptava entre els principals productors de seda dels Estats Units. Al llarg de la seva carrera docent a Harvard, Matthiessen va mantenir una residència a Cambridge o Boston. No obstant això, la parella es va retirar sovint a la seva casa compartida a Kittery, Maine. Russell Cheney va morir al juliol de 1945.

## Mort
Matthiessen es va suïcidar el 1950 saltant des d'una finestra del 12 pis de l'Hotel Manger a Boston. Havia estat hospitalitzat amb anterioritat per una crisi nerviosa, en el període 1938-1939, i també havia quedat profundament afectat per la mort de Russell Cheney. Va passar la nit abans de morir a la casa del seu amic i company, Kenneth Murdock, professor de literatura anglesa a Higginson a Harvard.
En una nota que va deixar a l'habitació de l'hotel, Matthiessen va escriure: "Estic deprimit per les condicions del món. Sóc cristià i socialista. Estic en contra de qualsevol ordre que interfereixi amb aquest objectiu". Els comentaristes han especulat sobre l'impacte de l'escalada repressiva sobre els intel·lectuals d'esquerres en el seu estat d'ànim. L'onada persecutòria va ser iniciada i dirigida per forces anticomunistes que aviat foren explotades pel senador Joseph McCarthy, i conduïren a les investigacions del Comitè d'Activitats Antiamericanes. En una subsecció d'articles titulada "Dupes and Fellow Travelers Dressing Communist Fronts" a l'edició de Life Magazine del 4 d'abril de 1949, Matthiessen havia aparegut en una llista d'uns altres cinquanta destacats acadèmics, científics, clergues i escriptors, com Albert Einstein, Arthur Miller, Lillian Hellman, Langston Hughes, Norman Mailer i els professors de Harvard, Kirtley Mather, Corliss Lamont i Ralph Barton Perry.
La influència de Matthiessen a l'estudi crític de la literatura nord-americana del segle xix ha estat pregona i duradora. Juntament amb altres estudiosos, és considerat com un contribuent important a la creació dels estudis literaris americans com a disciplina acadèmica reconeguda. La seva història personal, les seves contribucions acadèmiques, l'activisme polític i la mort precoç van tenir un impacte durador en un ampli cercle d'estudiants i escriptors. El seu sentit de pèrdua i de lluita per entendre el seu suïcidi es pot trobar a dues novel·les inspirades en Matthiessen, May Sarton's Faithful are the Wounds (1955) i Mark Merlis's American Studies (1994).
La seva alçada i herència com a membre de la comunitat de Harvard ha estat reconeguda de diverses maneres per la mateixa universitat. Va ser el primer tutor sènior a Eliot House, una de les cases residencials de pregrau del Harvard College. Setanta anys després de la seva mort, la suite de Matthiessen a Eliot House es conserva com a "Sala F. O. Matthiessen", conté manuscrits personals i 1.700 volums de la seva biblioteca, disponibles per a la investigació acadèmica. Eliot House també organitza un sopar Matthiessen anual amb un ponent convidat.
El 2009, Harvard va establir una càtedra dotada en estudis LGBT amb professors visitants de gènere i sexualitat. Està finançada per un donatiu de 1,5 milions de dòlars dels membres i partidaris del grup de gènere i sexualitat de Harvard.

## Obra
- Sarah Orne Jewett, ISBN 0844613053, Peter Smith, (1929)
- Translation: An Elizabethan Art, ISBN 0781270340, (January 1931)
- The Achievement of T. S. Eliot: An Essay on the Nature of Poetry, Oxford University Press (1935)
- American Renaissance: Art and Expression in the Age of Emerson and Whitman, ISBN 0-19-500759-X, Oxford University Press (1941) (also available in many other editions)
- Herman Melville: Selected Poems, edited, New Directions (1944)
- Henry James: The Major Phase, ISBN 0195012259, Oxford University Press (June 1944)
- Russell Cheney, 1881–1945: A Record of His Work, Oxford University Press (1947)
- The Notebooks of Henry James, edited by F. O. Matthiessen and Kenneth B. Murdock, (first edition 1947) ISBN 0-226-51104-9, University of Chicago Press (1981)
- From the Heart of Europe, Oxford University Press (1948)
- The Education of a Socialist, Monthly Review, Vol 2 No 6, October 1950 (posthumous)
- Of Crime and Punishment, Monthly Review, Vol 2 No 6, October 1950 (posthumous)
- The Oxford Book of American Verse, ISBN 0195000498, Oxford University Press (December 1950)
- Responsibilities of the Critic, ISBN 0195000072, Oxford University Press (posthumous - 1952)
- The James Family: A Group Biography, ISBN 0715638386, Alfred A. Knopf (1947, posthumous - 1961)
- To the Memory of Phelps Putnam, essay in The Collected Poems of H. Phelps Putnam, ISBN 0374126275, Farrar, Straus, and Giroux (posthumous - 1971)